# Leonora Carrington
Leonora Carrington (Lancaster, 6 aprile 1917 – Città del Messico, 25 maggio 2011) è stata una scrittrice e pittrice britannica.
Gran parte della sua produzione si ascrive al periodo trascorso in Messico, dove visse e operò quasi settant'anni.

## Biografia
Leonora Carrington nasce il 6 aprile 1917 nel Lancashire. Il padre, Harold Wilde Carrington, è un ricco industriale; la madre, Maureen, è una nobildonna di origini irlandesi. Ha tre fratelli: Patrick, Leonard e Arthur.

### Primi anni
Fin dalla giovane età, riceve una solida formazione in famiglia, ed è introdotta alla lettura di autori come William Wymark Jacobs, James Stephens, Lewis Carroll, Beatrix Potter ed Edward Lear, che influenzeranno i suoi primi esercizi di scrittura. Leonora rielabora e descrive storie, in particolare con ricorrenti scene di animali, quali cavalli, tartarughe e gatti giganteschi. Anche i racconti della madre su spettri e personaggi del folclore irlandese hanno una gran influenza nel suo immaginario.
Secondo il costume del tempo viene mandata dai genitori a studiare in un collegio cattolico. La mancanza di interesse per gli studi che Leonora manifesterà, si deve in parte alla dislessia, che le causa molta difficoltà nell'apprendimento, ma soprattutto al suo spirito ribelle, che la porterà ad essere espulsa da questo e da altri istituti. Leonora, infatti, dimostra da subito avversione per le regole sociali impostele in quanto donna e appartenente a una famiglia alto-borghese, considerandole limitanti per le sue attività intellettuali e ludiche. Questa sua contrarietà sarà esemplificata nelle parole attribuite alla giovane protagonista di La porte de pierre (1976): "Dicono non stia bene che le ragazze facciano le stesse cose che fanno i ragazzi. Non è giusto. Io ho tre fratelli. Possono fare sempre tutto quello che vogliono solo perché sono ragazzi. Non è proprio giusto... Quando sarò grande voglio radermi [...]".
A quindici anni si trasferisce a Firenze, per continuare la sua istruzione presso l'accademia d'arte di Miss Penrose; si dedica alla pittura, affascinata soprattutto da artisti del XIV e XV secolo, come Francesco di Giorgio Martini, Giovanni di Paolo Rucellai e Sassetta. Il padre tuttavia, in disaccordo con l'attività artistica della figlia, commenterà in seguito: "Non eri una vera artista - in quel caso saresti stata povera o omosessuale, che come crimini si equivalgono".
Tornata in Inghilterra, la giovane espone ai genitori il desiderio di iscriversi alla Chelsea School of Art di Londra, diretta da Amédée Ozenfant, e dopo svariate insistenze le viene permesso. Leonora si trasferisce così in una suite di famiglia in un esclusivo hotel londinese, in compagnia di un'amica. Si rivela nuovamente un'allieva difficile e ribelle alla ferrea disciplina imposta da Ozenfant, che per un anno la obbliga a ripetere lo stesso esercizio: copiare una mela con una matita a carboncino. Risale a questo periodo (inizi degli anni Trenta) il suo primo dipinto Portrait of Joan Powell, che ritrae la compagna di stanza con in mano una copia de I ragazzi terribili di Jean Cocteau e con un muro di mattoni sullo sfondo. La figura della giovane donna, semplice e sobria, cela uno sguardo gelido di sfida; la sigaretta poggiata all'angolo della bocca socchiusa e la presa sicura della mano sul volume, evocano un'immagine di ribellione, suggerita anche dal testo di Cocteau.

### Anni Trenta
Nel 1936, in occasione della prima esposizione surrealista a Londra, entra in contatto con il gruppo surrealista. La madre le regala una copia di Surrealism di Herbert Read che mostra in copertina un dipinto di Max Ernst, Two Children Menaced by Nightingale, e ne resta affascinata. Lo stesso anno i due si conoscono tramite un amico in comune, ed è amore a prima vista. Lui è uno degli esponenti di spicco del movimento, ha quarantasei anni, lei diciannove, e con il suo fascino innocente e perverso incarna l'ideale surrealista della femme-enfant.
La coppia si trasferisce a Parigi, e ciò segna per Leonora la rottura del rapporto con il padre. Nel 1938, partecipa alla Exposition International du Surréalisme di Parigi e poi di Amsterdam. Successivamente la coppia si sposta a Saint-Martin-d'Ardèche, un villaggio dell'Alvernia, dove lei produce i suoi primi racconti in un francese sgrammaticato, che diverte gli amici surrealisti. Nel 1937 scrive il suo primo racconto, La maison de la peur, che l'anno successivo viene pubblicato, arricchito da un'introduzione e da sette collage di Ernst. L'ammirazione del compagno per il lavoro di Leonora è accompagnata parallelamente dalla convinzione che il merito per l'originalità del testo sia da attribuirsi a momenti di visione di una sorta di autore/medium, più che alla capacità di scrittura di un'artista consapevole.
Nel 1939 viene pubblicata La Dame ovale, una raccolta di racconti ancora illustrati da Ernst, e molte altre short stories, poi riunite in The Seventh Horse and Other Tales. La maggior parte dei racconti scritti negli anni quaranta, vedono protagoniste figure femminili dall'identità biologica e sessuale incerta, in cui convivono tratti umani e animali; sono giovani solitarie e trasgressive che vivono fuori del contesto sociale e rifiutano di assoggettarsi alle sue regole, preferendo la compagnia degli animali a quella dei propri simili.
Durante questa prima fase di scrittura, Leonora riprende a dipingere. In questo periodo produce Autoportrait à l'auberge du Cheval d'Aube (1936-7) e Femme et Oiseau (1937), entrambi dominati dal motivo del cavallo, tipico soggetto rappresentato nelle sue produzioni tra il 1937 e il 1940, assieme alle figure femminili di identità ambigua.
Ernst rappresenta per Leonora sia una fonte di ispirazione, sia una figura paterna autoritaria ed esigente dalla quale dipendere, come dichiara nell'intervista rilasciata a Marina Warner nel 1990, in cui l'artista afferma che "una relazione d'amore implica sempre un rapporto di dipendenza. [...] Penso che molte donne - dovrei dire persone, ma in realtà sono quasi sempre le donne la parte dipendente - siano finora state schiacciate, forse addirittura annientate da questo tipo di dipendenza".
Nel 1939, durante il conflitto tra Francia e Germania, che vede Ernst arrestato, sperimenta gli effetti di questa dipendenza. Lascia sconvolta la loro casa, e dopo aver vagato per alcuni giorni, viene ritrovata dalla proprietaria di un caffè del paese, dove viene ospitata. Alcuni mesi più tardi, Ernst torna per un breve periodo, durante il quale Leonora dipinge un suo ritratto, ma poco dopo viene internato in un campo di concentramento. Dopo aver tentato inutilmente di farlo rilasciare, Leonora cede la casa in cambio di un permesso di espatrio e, su consiglio di alcuni amici, si trasferisce in Spagna, dove viene dichiarata pazza e rinchiusa in un manicomio a Santander. L'esperienza del ricovero e della malattia è raccontata in Down Below, pubblicato a New York nel 1944.
Dopo alcuni mesi, per intercessione della famiglia è dimessa e affidata alle cure di una vecchia governante, che ha il compito di condurla a Lisbona e successivamente in Sudafrica, per farla ricoverare in una clinica psichiatrica. A Lisbona incontra il diplomatico Renato Leduc, che aveva precedentemente conosciuto a Parigi, il quale si offre di condurla in America, a condizione che lei lo sposi. Nella primavera del 1941 Max, uscito di prigione, incontra casualmente Leonora in un mercato di Lisbona e la prega di lasciare Renato e di seguirlo a New York. I due continuano comunque a frequentarsi, prima a Lisbona e poi a New York, nonostante la loro relazione sia ormai finita.
Nell'anno 1942, l'artista pubblica racconti nelle riviste surrealiste Viev e VVV, ed espone le sue opere in diversi musei di New York.

### Messico
Nell'estate del 1942 Leonora lascia New York per trasferirsi con Leduc a Città del Messico. Come lei, altri surrealisti si trasferiscono in Messico. Fra questi, Benjamin Péret con la moglie Remedios Varo, che diventa sua amica intima.
L'anno successivo, Leonora e Renato divorziano e poco dopo lei conosce il fotografo ungherese Emerico Imri Weisz, con cui si risposa e dal quale avrà due figli: Gabriel e Pablo. Leonora ricorda l'esperienza della maternità come una nuova fonte di ispirazione e infatti in quel periodo dipinge Baby Giant, mentre è in attesa del secondo figlio. In Messico si dedica alla sperimentazione di nuove tecniche; sviluppa, essendo ambidestra, la capacità di dipingere con entrambe le mani e dedica molta più attenzione alla definizione del disegno. I motivi ricorrenti in questo periodo sono soggetti autobiografici.
Nel 1948 un'importante galleria di New York le dedica una personale, e di riflesso anche le gallerie messicane cominciano ad interessarsi all'artista, dopo averla ignorata per quasi un decennio. Nel 1963, il governo messicano le commissiona un murale per il nuovo museo antropologico di Città del Messico, intitolato El mundo magico de los Mayas. Per prepararsi all'opera, Leonora visita i villaggi del Chiapas, nel Messico meridionale, e intraprende un viaggio attraverso zone desolate e inospitali, spostandosi a cavallo. I nativi non le permettono di scattare fotografie, e quindi ricorre a schizzi e disegni per documentare i loro costumi di vita. Il murale è il risultato della rielaborazione di questi schizzi, arricchiti dall'immaginazione dell'artista.
In Messico Leonora continua a scrivere, dedicandosi a testi teatrali  - Une Chemise de nuit de flanelle (1945), Pénélope (1946), Judith (1961) - alla pubblicazione di due romanzi - Le Cornet acoustique (1974), La Porte de Pierre - e all'arricchimento delle sue short stories - The neutral man (1950), My Flannel knickers (1950), My mother is a Cow (1950), The Happy Corpse Story (1971). I racconti della maturità hanno come voce narrante una figura femminile, che ripercorre a ritroso la propria vita, raccogliendo insegnamenti e rivelando i macabri retroscena di alcuni tra i più comuni costumi sociali, per poi scegliere volontariamente di ritirarsi in isolamento, come uno rifugio per condurre una vita meditativa e sottrarsi ai costumi crudeli di una società spersonalizzante.
Nei primi anni Settanta, si schiera pubblicamente a favore del movimento per i diritti della donna. In diverse occasioni inoltre, espone le proprie teorie sull'eguaglianza di tutte le forme di vita e sul ruolo della donna come colei che ha il compito di mantenere l'armonia tra tutte le specie viventi, compito che alcune religioni e miti dell'antichità attribuivano alle divinità femminili. Dipinti come The Ancestor (1978) e The God Mother (1970) riflettono queste teorie. Allo stesso modo, le pubblicazioni di questo periodo prendono di mira il regime patriarcale. Abbandona il suo paese di residenza, come atto di protesta, in varie occasioni: nel 1968, quando il movimento studentesco viene represso violentemente il 2 ottobre nella Plaza de las Tres Culturas di Tlatelolco, e nel 1985, a seguito della pessima gestione del governo degli eventi legati al terremoto che distrusse gran parte della città. In questi periodi vive a New York e a Chicago, poi torna definitivamente in Messico nel 1990.
Nel 2000 è nominata Ciudadana de Honor de México. Nell'estate del 2010, alla Chichester's Pallant House Gallery nel Regno Unito, all'interno di una stagione di mostre internazionali chiamata Surreal Friends che celebrava il ruolo delle donne nel movimento surrealista, si svolse una delle maggiori mostre delle sue opere.
Leonora Carrington muore il 25 maggio 2011, all'età di 94 anni, a Città del Messico, a causa di complicazioni dovute a una polmonite.

## Temi e opere principali
Gran parte della produzione letteraria e pittorica di Leonora Carrington si inserisce all'interno di quella surrealista. Il surrealismo dava estrema rilevanza alla dimensione inconscia, al sogno, e allo stato onirico, visto come luogo dell'attività "reale" del pensiero dell'uomo. La lettura psicoanalitica freudiana del sogno offriva ai surrealisti la possibilità di indagare un'altra dimensione, creando immagini libere, svincolate dalla ragione e dalla logica. Quando Leonora comincia a scrivere e dipingere, si ispira quindi ad autori che avevano fatto della riflessione surrealista sul sogno, un tema letterario e pittorico, come ad esempio Virgilio, Dante, Chaucer, Shakesperare, Hoffmann, Baudelaire, Rimbaud, Schnitzler, Freud, Redon, de Chirico, Magritte e Miró.
Nelle sue opere è evidente la componente liberatoria, giocosa e fiabesca tipica del sogno; tuttavia non si interroga né teorizza il lavoro onirico. L'artista eredita dai surrealisti il linguaggio visivo in cui veglia e sonno coesistono con facilità e con cui comporre immagini ossessive e strane, ma utilizza questo patrimonio in modo personale, arricchendolo di continui riferimenti autobiografici e rimandi alle sue letture di formazione. Tra le caratteristiche tipiche dei lavori di Leonora, vi è lo svincolamento, se non l'annullamento, delle coordinate spazio-temporali dalla realtà. L'incipit delle sue "short stories" infatti, è spesso caratterizzato da espressioni di tempo indeterminato, molto simili a quelle che aprono solitamente i racconti di fiaba: un tempo, un giorno, una sera.. Anche le ambientazioni delle vicende ricordano spesso gli scenari delle favole, talora dei racconti gotici: la narratrice di The Three Hunters, per esempio, riposa in una fitta foresta quando incontra uno strano vecchietto che la conduce nel proprio maniero; le due sorelle protagoniste di Les Soeurs abitano in un sinistro castello con tanto di segrete, soffitta, torce, candele, simile al palazzo fatiscente e infestato dai topi, dove vivono i due appestati di White Rabbits. Allo stesso modo, i suoi quadri rappresentano una trasposizione in una realtà diversa, fantastica e atemporale. In Femme et Oiseau (1937) e Le fantôme (1937) la donna-cavallo e la donna-fantasma emergono in modo inquietante da superfici scure, in ombra, quasi nere, mentre in Chevaux (1938) e The Horses of Lord Candlestick (1941), gruppi di cavalli corrono liberi in spazi aperti, vagamente surreali. Nei quadri della maturità, realizzati in Messico, dominano invece i cieli stellati e spazi indefiniti, dai contorni sfumati, con finestre che sembrano aprirsi sul vuoto.
Nelle opere di Carrington, nella dimensione onirica si invertono i concetti di attrazione e repulsione; figure ibride, animalesche, mostruose, non solo non suscitano orrore, ma si caricano di una forte connotazione erotica. In Quand Ils passaient, Virginia è ammirata per i suoi lunghi capelli pieni di animali notturni e per il suo odore selvatico, mentre il suo amante, l'orso Igname, ha un occhio solo in mezzo alla fronte ma è definito l'animale più bello della foresta. Anche l'inquietante padrona di casa del castello di La Maison de la peur, nonostante le sembianze animalesche, affascina i suoi ospiti.
Altro tratto tipico delle sue opere è la manifestazione di atteggiamenti trasgressivi o violenti; ricorrono immagini di sangue, cadaveri e corpi in decomposizione e il cannibalismo e l'omicidio sono presentati come atti consueti e legittimati. Inoltre la tendenza alla teatralizzazione, alla messa in scena, tipica dei sogni, si traduce nella riproduzione meticolosa di costumi e travestimenti, festini e banchetti, e nella caricatura satirica di figure autorevoli e di personalità ecclesiastiche.
Anche le relazioni amorose trovano spazio nei suoi libri; in Little Francis o in Waiting, due racconti di carattere autobiografico, racconta i suoi anni con Max Ernst e descrive la gioia della relazione amorosa nei momenti migliori, ma anche la sofferenza causata dall'interferenza di altre donne con cui il compagno aveva relazioni.
Un altro tema presente nelle sue opere è quello della pazzia, riscontrabile in particolare nel racconto Down Below, in cui Leonora racconta la sua esperienza di ricovero. Qui la pazzia non è simulata, ma dolorosamente esperita e tradotta in fonte di ispirazione e libertà creativa.
I libri e i quadri di Leonora sono popolati da numerose figure animali, alcune delle quali, come la iena, ma soprattutto il cavallo, ritornano con particolare insistenza. Essi rappresentano degli aspetti nascosti della natura umana, degli istinti selvaggi che vengono addomesticati. Nell'intervista rilasciata a Marina Warner, Carrington afferma infatti che "Ognuno di noi possiede un'anima animale..". La ricorrenza della figura del cavallo inoltre, potrebbe dipendere dall'influenza artistica del compagno Ernst, nella cui produzione pittorica l'animale è spesso presente e identificato con la figura della donna.
Altro simbolo ricorrente, specialmente nella pittura di Leonora è quello della mano, immagine utilizzata dall'artista per riferirsi all'importanza della manualità nella pratica artistica, ma anche, secondo un approccio femminista, all'abilità manuale della donna nelle svariate attività umane.
Risultano infine di particolare interesse le modalità di auto-rappresentazione dell'artista, che spesso si ritrae in forma di manichino, o con una maschera che riproduce le sembianze del suo stesso volto. Tale auto-rappresentazione di sé è da intendersi molto probabilmente come una denuncia del mancato riconoscimento, in ambito artistico, della figura dell'artista-donna, libera di creare. Al suo inizio, nel movimento surrealista non c'erano infatti donne artiste; esse facevano parte del gruppo solo attraverso le loro relazioni personali con i componenti, e non per il loro talento; venivano accettate come muse e come fonte di ispirazione. Spesso Leonora criticò con forza il rapporto di dipendenza e sottomissione che legava l'artista-donna al movimento surrealista. Il rappresentarsi come bambola, manichino o comunque corpo inanimato, implicava quindi la consapevolezza del ruolo che culturalmente veniva assegnato alle donne, come riporta lei stessa in un'intervista: "Le donne devono riappropriarsi dei loro diritti, inclusi quei poteri misteriosi che da sempre sono stati nostri e che nel corso del tempo gli uomini hanno violato, rubato o distrutto".

## Libri
- La Maison de la Peur, H. Parisot, 1937
- Little Francis 1938
- La Débutante 1937-40
- Quand Ils passaient 1937-40
- La Dame ovale 1939
- Waiting 1941
- Down Below 1944
- Une chemise de nuit de flanelle 1945
- Pénélope 1946
- The Neutral Man 1950
- My Flannel Knickers 1950

- My mother is a cow 1950
- Judith 1961
- El Mundo Mágico de Los Mayas 1964
- The Happy Corpse Story 1971
- Le Cornet acostique 1974
- The Hearing Trumpet 1976
- La Porte de Pierre 1976
- The Stone Door  1977
- The Seventh Horse and Other Tales 1988
- The House of Fear 1988

## Opere tradotte in italiano
- En Bas (Giù in fondo, trad. di Ginevra Bompiani, Adelphi, Milano 1979)
- The ear trumpet (Il cornetto acustico,  trad. di Ginevra Bompiani, Adelphi, Milano, 1984)
- La Débutante (La debuttante, trad. di Nancy Marotta, Mariagrazia Gini, Adelphi, Milano, 2018)
- The Milk of Dreams (Il latte dei sogni, trad. di Livia Signorini, Adelphi, Milano, 2018, ISBN 9788845933288)

## Opere artistiche
- Portrait of Joan Powell 1930-35
- Self-Portrait (Inn of the Dawn Horse) 1936–1937
- Femme et Oiseau 1937
- Le fantôme 1937
- Chevaux 1938
- Portrait of Max Ernst 1939
- The Meal of Lord Candlestick 1938
- The Inn of the Dawn Horse (Self-Portrait)1939
- The Horses of Lord Candlestick 1941
- Baby Giant 1943
- The Giantess (The Guardian of the Egg) 1947
- The Old Maids 1947
- Night Nursery Everything 1947

- Neighborly Advice 1947
- Crookhey Hall 1947
- The House Opposite 1947
- The Temptation of St. Anthony 1947
- Figuras fantásticas a caballo 1952
- Step-Sister's Hen 1952
- Edwardian Hunt Breakfast 1959
- El Mundo Mágico de Los Mayas 1963
- The Ancestors 1968
- Lepidoptheurs 1969
- The Godmother 1070
- Grandmother Moorhead's Aromatic Kitchen 1975
- The Memory Tower 1995